# Antonín Reicha
Antonín Reicha (1770-1836) là nhà soạn nhạc người Pháp gốc Bohemia xuất sắc nhất. Ông là một trong những nhà soạn nhạc lớn của thời kỳ âm nhạc Cổ điển. Ngoài ra, ông là một nghệ sĩ chơi flute có tiếng.

## Cuộc đời và sự nghiệp
Antonín Reicha sinh vào năm 1770 tại Praha, Cộng hòa Séc. Ông chơi flute trong dàn nhạc Elector ở thành phố Bonn của Đức trong các năm 1785-1794. Ở đây ông trở thành bạn của một trong những thiên tài âm nhạc, đó là Ludwig van Beethoven. Reicha sinh sống tại nhiều nơi. Đến năm 1818, Reicha là giáo sư bộ môn sáng tác tại Nhạc viện Paris. Đây là lúc ông đã đào tạo nhiều học trò xuất sắc như Hector Berlioz, Franz Liszt, César Franck và Charles Gounod.

## Sự ảnh hưởng
Antonín Reicha đã viết cuốn Nghệ thuật của người sáng tác nhạc kịch vào năm 1833. Tác phẩm này của ông đã có ảnh hưởng không nhỏ đến nhiều nhà soạn nhạc thể loại opera thế kỷ XIX, rõ ràng hơn cả là Giacomo Meyerbeer.

## Các sáng tác
Antonín Reicha đã viết 16 vở opera, hai bản giao hưởng. Ngoài ra, ông còn viết tác phẩm Những cảnh đời Italia cho dàn nhạc giao hưởng, một bản octet cho đàn dây và kèn, 24 bản ngũ tấu cho kèn, 20 bản tứ tấu cho đàn dây, 24 bản tam tấu cho kèn cor, 12 bản sonata cho violin và nhiều tác phẩm nhạc thính phòng khác.